# Shou Zi Chew
Shou Zi Chew (周受资S, Zhōu ShòuzīP; Singapore, 1º gennaio 1983) è un imprenditore e dirigente d'azienda singaporiano, amministratore delegato (CEO) di TikTok dal 2021.

## Biografia
Nato il 1º gennaio 1983 a Singapore, suo padre lavorava nel settore delle costruzioni mentre la madre lavorava come contabile. Diplomatosi presso la Hwa Chong Institution ha poi prestato servizio militare nelle Forze armate di Singapore.
Terminato il servizio militare, obbligatorio per tutti i cittadini maschi di Singapore, si è trasferito a Londra iscrivendosi alla University College, laureandosi con un bachelor's degree in economia nel 2006 e trovando poi impiego presso Goldman Sachs. Nel 2010 ha iniziato un master in business administration presso l'Università Harvard, lavorando inoltre come stagista presso la start-up Facebook. Dopo due anni di lavoro in Goldman Sachs e Facebook è entrato a far parte della società di venture capital DST Global, fondata dall'imprenditore Jurij Mil'ner, per conto della quale ha guidato nel 2013 un team di investitori in ByteDance, azienda informatica cinese sviluppatrice di Neihan Duanzi e Toutiao.
Nel 2015 è divenuto direttore finanziario (CFO) della multinazionale elettronica cinese Xiaomi, diventandone quattro anni più tardi presidente e responsabile vendite della parte internazionale. Successivamente nel marzo 2021 passa a ByteDance sempre come direttore finanziario, divenendo poi amministratore delegato di TikTok. Due anni più tardi è stato convocato da una commissione speciale d'inchiesta del Congresso degli Stati Uniti in merito alle ingerenze del governo cinese sui dati degli utenti statunitensi e ai legami di TikTok con la Cina.

## Vita privata
Chew è sposato con Vivian Kao, un'americana di origine taiwanese. Si sono incontrati nel 2008 mentre studiavano alla Harvard Business School. La coppia ha due figli e vive a Singapore.